# Haegyeolsa
Haegyeolsa (kor. 해결사) – debiutancki album studyjny południowokoreańskiej grupy Shinhwa, wydany na płycie 5 maja 1998 roku przez SM Entertainment. Album był promowany przez singel o tym samym tytule.
Grupa wystąpiła po raz pierwszy w programie KM Music Tank, w którym wykonali singel „Haegyeolsa”. Piosenka stała się popularna i osiągnęła kilka numerów jeden na listach przebojów w Korei. Ich drugim singlem z albumu był „Eussya! Eussya!”. Ponieważ była to lżejsza piosenka w porównaniu do „Haegyeolsa”, szybko wspięła się na szczyty list przebojów. Grupa została również uwikłana w kontrowersję, gdy doszło do incydentu z okrętem podwodnym Sokcho w 1998 roku, a piosenka „Eussya! Eussya!” została użyta jako przypomnienie tego wydarzenia. Utwór „Cheon-il-yuhon” również osiągnął wysokie pozycje na listach przebojów w Korei.

## Lista utworów
| CD  | CD                                                         | CD                                      | CD                                | CD                                | CD      |
| Nr  | Tytuł utworu                                               | Tekst                                   | Kompozycja                        | Aranżacja                         | Długość |
| --- | ---------------------------------------------------------- | --------------------------------------- | --------------------------------- | --------------------------------- | ------- |
| 1.  | „Haegyeolsa” (kor. 해결사)                                 | Yoo Young-jin, Eric (słowa angielskie)  | Yoo Young-jin                     | Yoo Young-jin                     | 3:39    |
| 2.  | „Eussya! Eussya!” (kor. 으쌰!으쌰!)                        | Yoo Young-jin                           | Yoo Young-jin                     | Yoo Young-jin                     | 3:32    |
| 3.  | „Cheon-il-yuhon” (kor. 천일유혼)                           | Yoo Young-jin, Eric (słowa angielskie)  | Yoo Young-jin, DJ Freddy, Corey D | Yoo Young-jin, DJ Freddy, Corey D | 3:53    |
| 4.  | „Rock & Roll Summer!!”                                     | Jason Kang                              | Jay Kim                           | Jay Kim                           | 4:20    |
| 5.  | „Neul naega wonhaneun geos-eun” (kor. 늘 내가 원하는 것은) | Im Ki-cheol, Eric (słowa angielskie)    | Im Ki-cheol                       | Jay Kim                           | 4:24    |
| 6.  | „Nunmul” (kor. 눈물)                                       | Gaki, Eric (słowa rapu)                 | Gaki                              | Gaki                              | 3:22    |
| 7.  | „Kiga jarass-eoyo” (kor. 키가 자랐어요)                    | Na Kyeong-seon                          | Shin In-soo                       | Fuzzy Kim                         | 3:51    |
| 8.  | „Bisang-gu” (kor. 비상구)                                  | Son Nak-hui, Eric (słowa rapu)          | Son Nak-hui                       | Son Nak-hui                       | 3:29    |
| 9.  | „Nue” (kor. 누에)                                          | Son Nak-hui, Eric (słowa rapu)          | Son Nak-hui                       | Son Nak-hui                       | 3:42    |
| 10. | „Kamsa” (kor. 감사)                                        | Kim Myeong-jik, Eric (słowa angielskie) | Kim Myeong-jik                    | Kim Myeong-jik                    | 4:53    |